# Corethrella picticollis
Corethrella picticollis är en tvåvingeart som beskrevs av Edwards 1930. Corethrella picticollis ingår i släktet Corethrella och familjen Corethrellidae. Inga underarter finns listade i Catalogue of Life.